# Olaf Beyer
Pour les articles homonymes, voir Beyer.

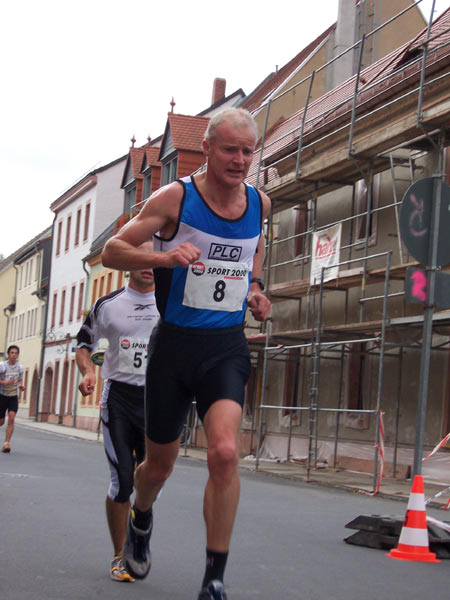
Olaf Beyer, en 2004.

Olaf Beyer, né le 4 août 1957 à Grimma (Saxe), est un athlète est-allemand. 
Spécialiste du 800 m, il est devenu champion d'Europe en 1978 à Prague en devançant les britanniques Sebastian Coe et Steve Ovett.

## Palmarès

### Jeux olympiques d'été
- 1980 à Moscou ( Union soviétique)
  - éliminé en demi-finales sur 800 m

### Championnats d'Europe d'athlétisme
- 1978 à Prague ( Tchécoslovaquie)
  -  Médaille d'or sur 800 m
  - 9e sur 1 500 m
- 1982 à Athènes ( Grèce)
  - 7e sur 800 m

### Championnats d'Europe d'athlétisme en salle
- 1978 à Milan ( Italie)
  -  Médaille d'argent sur 800 m